# One Williams Center
One Williams Center (nebo Bank of Oklahoma Tower, zkráceně BOK Tower) je mrakodrap v americké Tulse. Postaven byl podle návrhu, který vypracovala firma Minoru Yamasaki & Associates. Má 52 podlaží a výšku 203,3 m, je tak nejvyšším mrakodrapem ve městě, ale i ve státě Oklahoma. Byl dokončen v roce 1975.